# Kudargond, Sindgi
Kudargond là một làng thuộc tehsil Sindgi, huyện Bijapur, bang Karnataka, Ấn Độ.